# Lophogaster schmidti
Lophogaster schmidti är en kräftdjursart. Lophogaster schmidti ingår i släktet Lophogaster och familjen Lophogastridae. Inga underarter finns listade i Catalogue of Life.